# 우치야마촌 (도야마현)
우치야마촌(内山村)은 도야마현 시모니카와군에 있던 촌이다. 

## 역사
- 1889년 4월 1일 - 정촌제 시행에 의해 시모니카와군 우치야마촌이 성립하였다.
- 1954년 7월 10일 - 히가시야마촌, 아이모토촌과 합병해 우나즈키정이 성립하였다.

## 참고문헌
- 『市町村名変遷辞典』東京堂出版、1990年。